# Santa María (Piura)
Santa María es un caserío peruano ubicado en el distrito de Pacaipampa, perteneciente a la provincia de Ayabaca del departamento de Piura, al norte del Perú. 

## Ubicación
Santa María se ubica al sur de la provincia de Ayabaca, en el distrito de Pacaipampa, en el departamento de Piura.

## Demografía
En 2017 Santa María tenía una población de 64 habitantes.
| Gráfica de evolución demográfica de Santa María entre 1993 y 2017 |
|                                                                   |
| Fuentes: Población 1993 y 2017                                    |